# 麦岭镇 (襄城县)
麦岭镇，是中华人民共和国河南省许昌市襄城县下辖的一个乡镇级行政单位。

## 行政区划
麦岭镇下辖以下地区：
麦岭西村、麦岭东村、后纪村、前纪村、半截楼村、白庙村、西坡方村、东坡方村、岗西后街村、岗西中街村、岗西前街村、桃沟村、沈李村、东付村、大袁村、水坑刘村、新乔庄村、赵南村、柏店村、欧营村、毛庄村、扁担李村、沟赵村、大刘庄村、竹园李村、东高庄村、李悦庄村、圈刘村和白亭东村。